# José Ruiz (Radsportler)

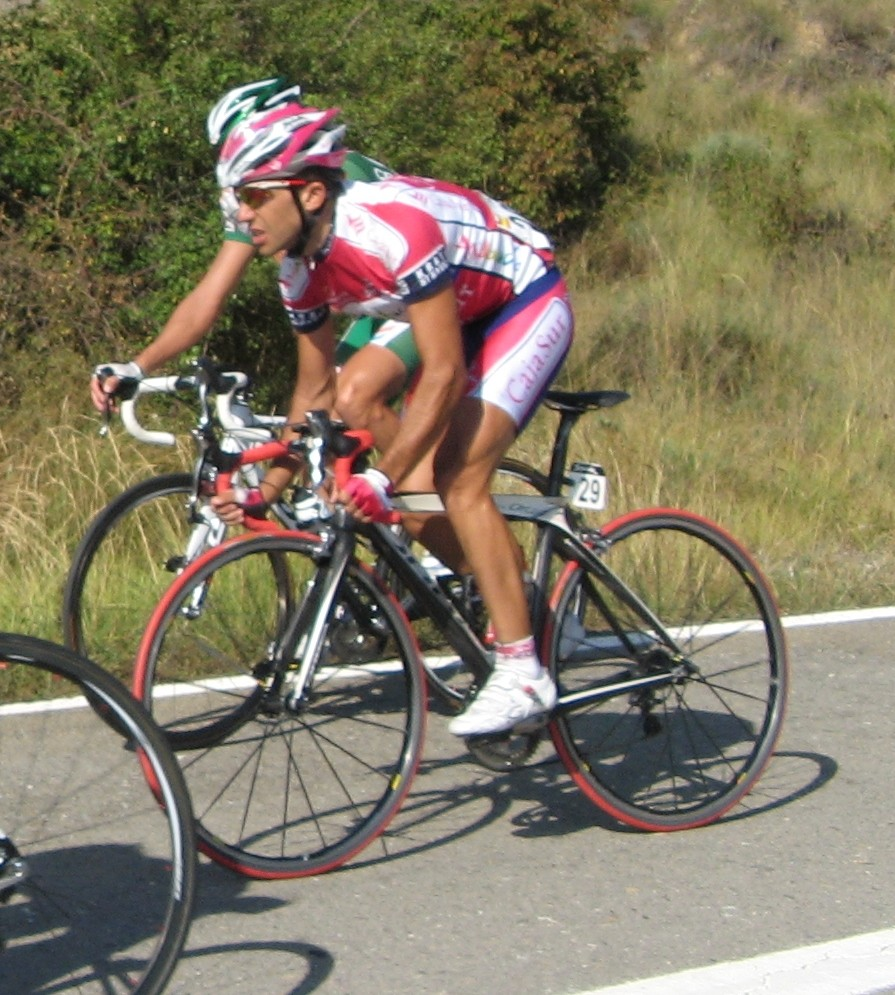
José Ruiz bei der Vuelta a España 2008

José Ruiz Sánchez (* 19. Oktober 1980) ist ein spanischer Radrennfahrer.
José Ruiz konnte 2003 eine Etappe bei der Vuelta a Palencia für sich entscheiden. 2004 fuhr er für das Radsportteam Costa de Almería-Paternina und wechselte 2005 zum Professional Continental Team Andalucia-Paul Versan, bei dem er bis zu seinem Karriereende nach der Saison 2009 fuhr. Er bestritt dreimal die Vuelta a España und beendete diese Rundfahrt 2007, 2008, und 2009 auf den Plätzen 56, 53 und 118.